# 苗木藩の廃仏毀釈
苗木藩の廃仏毀釈（なえぎはんのはいぶつきしゃく）は、現在の岐阜県中津川市苗木を本拠地とした苗木藩が、慶応4年（1868年）を端緒として、明治3年（1871年）から、明治4年（1872年）にかけて実行した政策。
廃藩置県後の明治4年11月22日（1872年1月2日)、苗木県(旧苗木藩)が岐阜県に吸収され消滅すると、廃仏毀釈は終了した。

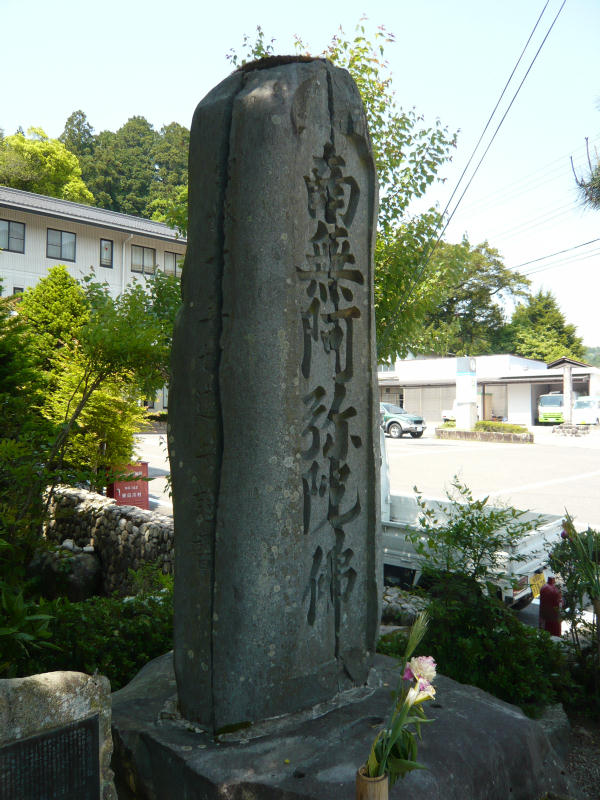
岐阜県東白川村役場脇にある「四つ割りの南無阿弥陀仏碑」。苗木藩の廃仏毀釈時に4つに割られて庭石などにされたのち、廃仏毀釈後に破片を集め修復されたもの。中央に割った時の跡が残る

## 版籍奉還
明治2年6月17日（1869年）7月25日に政府から版籍奉還が勅許され、苗木藩主の遠山友禄は知藩事となった。

## 廃仏毀釈に至る経緯
幕末期に苗木藩内では平田派国学が風靡していた。苗木藩士の曽我祐甲は平田塾で学び、明治元年(1868年)に帰藩し藩校の創設に力を注ぎ、明治2年（1869年）に教頭職となった。
更に藩の長老の青山景通は、平田篤胤の高弟で神祇官少佐となっており、その子の青山直通も皇学に帰依していたが、明治2年10月に24歳で、苗木藩の大参事の要職に就いたのであった。
そのため苗木藩では明治維新直後、平田国学の影響を受けた藩政改革が図られ、青山景通・直通の親子らが先頭に立って、領内で徹底した廃仏毀釈が実行された。
明治3年（1870年）8月7日、苗木藩庁は弁官（政府役人）に対して「神葬祭願」を進達し、即日付で「願之通」の指令を受けた。これが苗木藩の廃仏毀釈の端緒である。

## 神仏分離
慶応4年（1868年）3月、政府は「神仏分離令」を布告した。
その趣意は、仏像を神体とする神社は以後これを改める。また本地などといって仏像を社前に掲げ、或は鰐口・梵鐘・仏具を備えている神社は、以後これを改めるなどである。乃ち神仏混淆を禁止するものであった。
苗木藩領内には、天台宗・真言宗の修験道の山伏の寺があった。
これらの寺院は神仏混淆の寺で、苗木の龍王院と福壽院、瀬戸村の天王院、福岡村の雲臺寺、田瀬村の十六院、中野方村の福昌院、坂下村の三井寺等があり、毎年、正月・五月・九月に苗木城へ参向し祈願般若会を行っていたが、慶応4年(1870年)の神仏分離令と修験道禁止により廃寺となった。

## 廃寺への動き
同年9月3日、苗木藩大参事の青山直通は、領内全ての寺院から住職を呼び出して、「今回、王政復古につき領内の寺院廃寺申付候、速やかに御請すべし、就いては還俗する者には従来の寺有資産及び寺等を下され苗字帯刀を許し村内里正の上席たるべし」と申し渡した。
苗木藩主の菩提寺の雲林寺の住職であった剛宗宗戴は、塔頭の正嶽院住職の柞田をはじめとする12ヶ寺の住職を集めて対策を協議した。
住職14人が協議した結果還俗することが決まったが、雲林寺の剛宗宗戴だけは還俗を拒んだ。
青山景通は剛宗宗戴に対し、5人扶持で教諭として雇用するとの条件で説得したが、これも拒み、黄金300両と苗木遠山氏歴代の位牌と仏具を貰い受けて、下野村の中でも幕府領であったがために苗木藩の廃仏毀釈が及ばなかった地域にあった法界寺の一室に移った。
同年9月27日、苗木藩庁は「支配地廃寺還俗申付候御届」を提出し、支配地一同が神葬改宗したので、管内の15か寺の廃寺と、その寺僧たちに還俗を申し付けたことを、弁官に進達した。

## 廃寺となった寺院
届け書によると、廃寺は15か寺となっているが、実際には苗木雲林寺塔頭の正嶽院と壽昌院、加茂郡大沢村の蟠龍寺も廃寺となっている。

### 完全に廃絶した寺院
- 苗木城下 雲林寺・佛好寺・正嶽院・壽昌院
- 上地村 天王院
- 福岡村 片岡寺・雲臺寺
- 高山村 岩松寺
- 田瀬村 十六院
- 坂下村 長昌寺・三井寺・光宗寺
- 大沢村 蟠龍寺
- 神土村 常楽寺
- 黒川村 正法寺
- 赤河村 昌壽寺
- 犬地村 積善寺
- 佐見村 大蔵寺
- 小原村 室松寺

### 別の寺名で復活した寺院
- 蛭川村 寶林寺
- 河合村 龍現寺
- 中野方村 心観寺・福昌院
- 姫栗村 長増寺
- 飯地村 洞泉寺

### 元の寺名で復活した寺院
- 切井村 龍気寺

### 神社に変更となった寺院
- 苗木城内　龍王院→高森神社
- 上野村　東光寺→大洗磯前神社

## 龍王院と天王院
雲林寺を始めとする苗木領内の全ての寺院が取壊されて廃寺とされた中に、苗木遠山氏の祈願所として龍王院と天王院とがあった。

### 光耀山 金巖山 龍王院
かつて苗木城の外郭にあたる風呂屋門の西の小高い所、足軽長屋の南側に在り、光耀山 金巖寺 龍王院と言った。
この寺は苗木遠山氏の祈禱所で新義真言宗であった。ここは、苗木城の鎮守龍王大権現(後の高森神社)の別当が兼帯していた。
法印一世の快榮は、寛永3年(1625年)に寂している。
毎年正月、5月、9月の16日には暁7ッ時(午前4時)より城中で大般若経祈禱があるが、この時には龍王院、三井寺(坂下)、雲臺寺(福岡)から城中の書院に出仕して転読して祈願般若会を修行した。
龍王院には9石が与えられ、佛好寺と同様であった。但し外に2人扶持が与えられ扶持渡にて渡された。また日比野村の皇太神宮(神明神社)の隣地の円生寺分1石4斗が定納の場所として与えられ、永代引免になっていた。
慶応4年（1868年）3月、政府は「神仏分離令」を布告した。
7月29日に苗木城の守護神として祭られてきた龍王院(龍王権現宮)を、「高森神社」と改称し、領内にその旨を布達した。
現在跡地には法印の墓碑(無縫塔)が数基残っている。六世以後からは、龍王院隠居所近くの墓地に埋葬された。
同時に本尊の大日如来像と不動明王および「光燿山」の額、その他安置されている木仏等一切を取払うこととなった。

### 古江山 松嶽寺 天王院
上地真地にあり、古江山 松嶽寺 天王院と言い、天台宗で京都聖護院宮霞下 勝仙院の配下に属していた。
龍王院と同じく苗木遠山氏の祈禱所にして、寛永元年(1624年)9月に苗木遠山氏より真地にて定納高2石3斗余の場所と屋敷地(東西6丁、南北8丁)坪数12町が与えられ永代引免になっていたという。
しかし、正徳4年(1714年)上地村の草山がなくなり百姓が困っていたので、願いによって12町の処引縮め2町4方を与え、代りとして永代2人扶持が与えられるようになった。
天王院付近には院にかかわる地名、寺跡が残っている。その一つに鬼門寺跡がある。
ここは、天王院松嶽寺の分れ寺のあとであり、苗木城よりは北東(鬼門)にあたったので鬼門寺と呼んだ。
一代限りで廃寺となり、林の中には石碑、寺跡が残っている。
また、上か根坂を登って山の田へ行く道の右側に、天王院の先祖を埋葬し石碑の建っているところがあるが、ここを山伏塔と呼んでいる。
さらに瀬戸街道をいって右手に枡形の土手があり大門といっていたが、現在は残っていない。

## 廃仏毀釈に対する抗議活動
廃仏毀釈には当然のことながら寺側一部僧侶の中から強い抗議が起った。
僧侶の中にはこうした動きの中で直接的な行動はとれないので、本山を通じて藩庁への抗議という形をとっている。
加茂郡久田見村の真宗大谷派の法誓寺では本山へその旨を申し出た。本山では早速僧侶を派遣し、中津川の西生寺に宿泊し、藩庁との折衝を試みたが、苗木藩庁がとりあわなかったので、その抗議は空しく終ってしまった。
真宗大谷派の本山の東本願寺は法誓寺からの訴えに対して、慶応4年(1868年)6月、中御門大納言に対して嘆願に及んだ。中御門大納言より苗木藩に対して書面にて伝えられたが、反応は無かった。

## 神葬改宗
神葬改宗については、各平田門人たちの間で個々に進められていった。その火ぶたを切ったのは青山景通（稲吉）であった。
慶応4年（1868年）8月16日に「私儀家内ニ至迠神葬祭此段奉願候 以上」と神葬改宗を弁事役所へ願い出ている。
これ以降、明治2年（1869年）9月22日に日比野村の植松一郎、福岡村の安保謙治の村方二名が改宗を苗木藩知事に願い出ている。いずれも「願之通」の許可が与えられた。こうした動きが先導的役割を果し苗木藩が神葬改宗をとり上げてくるのは、明治3年（1870年）7月以降である。

同年7月23日、郡市局名で士族に対し
知事様 近日 御自葬 御願ニ付テハ 士族 卒ニ至ル迠 自葬相願候様ニト 被仰出候 此段心得迠ニ 申達候也
と布達している。内容は近日知事が神葬改宗を願い出られるから士族・卒族も同様願い出るようにと、士族に神葬祭をすすめるものであった。

その後知事が実際に「神葬改宗」を願い出たのは、同月27日のことで、
私始家族一同 神葬祭 相用申度 此段奉願候 以上
と弁官役所に願い出ている。即日（一説には8月7日許可）された。
これ以後は苗木藩内は急速に神葬祭が進められることになった。そして8月15日には村々の辻堂を壊し、仏名や経典等の彫りのある石碑類は掘り埋めよ。但し由緒あるものは伺い出よの布令が出され

明治3年（1870年）8月27日、
今般知事様 始 士族卒ニ至ル迠 神葬願済ニ付 支配地一同 神葬ニ 相改メ可申事 但シ 九月十日限 届出可申事 堂塔 並 石仏木像等 取拂 焼捨 或ハ掘埋可申事
の急布令が郡市局より村々の神職と里正(庄屋)宛出され藩内は神葬祭に改まった。

## 仏像の処分
明治3年（1870年）8月27日、苗木藩は急布令を出した。
坂下村の長昌寺の場合は、苗木藩から使者が来て寺の内部を検分し、庄屋代表の吉村重郎の指揮により村人総出で取壊し仏像を焼いたというが、後伝によると仏像は焼かずに、合郷の原銀一が隠匿し、達磨大師像は新町観音堂に、阿弥陀仏は下野村の法界寺に秘かに移したという。廃仏毀釈が終了すると、坂下村に静岡県志太郡瀬戸谷村から寺の建物が移建され蔵田寺が復興し、仏像が安置された。

## 法名を俗名に換えさせる
寺院を取り壊し、仏像を破壊し、僧侶の還俗を実行した後に、墓石に刻まれている法名を削除させて俗名とし、各家庭にあった位牌の廃棄を遂行した。

## 各家に御霊様を祀る
苗木藩が断行した廃仏毀釈は、仏教の各宗派は狂奔して朝廷に哀訴するに至ったが、苗木藩は既に朝廷の弁官に「神葬祭相用申度」を願い出て承認されていたので如何ともすることができなかった。
かくて信仰の対象である「仏」を奪われ合掌することさえ禁じられた苗木藩の領民の中には、仏像を密かに隠して所蔵し、または苗木藩領外の知人に仏壇を預ける者もいた。
神道に改宗した者は、各家の神棚に先祖の神霊を祀り「御霊様」として春秋の皇霊祭の日に盛大な祭事を執行するようになった。

## 知藩事の領内廻村と仏壇の焼却
版籍奉還後の明治3年10月に、知藩事となっていた遠山友禄は、廃仏毀釈の状況を視察するために領内を廻村し、加茂郡塩見村の庄屋宅へ宿泊した。
塩見村には寺院が無かったため、村民は近隣の尾張藩領の久田見村の法誓寺の檀家となっていた。
その夜、後見役の柘植謙八郎を召し出して、仏壇を所持していることを詰問し、組頭の市蔵の倅の為八にも命じて、翌日の朝、庄屋の庭前に両家の仏壇を持参させ、仏像を土足に掛けたうえで焼き捨てた。市蔵の妻は狂乱して如来と共に焼け死ぬと騒いだが、知藩事に恐れありとして抱き止められた。遠山友禄知藩事は、その月中に仏壇を処分しない者は役人を差し向けて焼き払う旨を沙汰して引き上げた。

## 廃仏毀釈断行後の苗木藩領の様子
苗木藩領に隣接する恵那郡付知村は尾張藩領であったことから、苗木藩による廃仏毀釈の動きは及ばなかった。
付知村の宗敦寺住持の沙門阪上宗詮は、その自叙伝の「忘来時略録」に、廃仏毀釈断行後の苗木藩領の様子を記している。

### 忘来時略録
予 宗敦寺に居る事 三四日にして 苗木に行く途 福岡村に至る。
路傍にありし六字名号の立石及び供養塔は倒されて 小溝の橋に架用せられ 往来の人が踏んで行かしむるを怪しまず、予 口に経文を黙誦し避けて之を過ぐ、行くこと数町 ニ三人の人語っていう 「この坊主 未だに還俗せず 何れの地に行く者にや」と 蓋し彼らは苗木一万石の廃寺を見て 日本全国悉く廃寺せりと思惟したる者の如し、更に甚だしくは「こりゃ坊主」など罵るあり、予 幼より数字往来したるが 為 一、二 茶店の如き何れも面識の者なり、然るに予を避けて見ざるの風をなす。予も亦見ぬ状をなして過ぐ。
苗木町に入りたるも 町を行かずして 間道を経 雲林寺に至れば 白昼戸を鎖し 内暗うして人無きが如し、裏口より入りて、住職剛宗師に相見すれば曰く、「両三日来 使者を以て還俗を勧誘されしも断乎として応諾を与えず」と大いに道心堅固なるを歎賞す、師其日より諸道具を明細に調べて藩庁進達の準備をなし 予は本山妙心寺への実況伝達等の依頼を受けたり、
滞在すること三日にして雲林寺を出て、毛呂窪村に至れば、路傍の千体地蔵堂は堅く閉鎖せられ、石像其他念仏等の石碑は悉く押し倒され、その狼藉の状言うに忍びず、田間の耕夫等は予の通行するを見て罵ること福岡村の如し。
姫栗村の長増寺に到りて登る。 是又廃寺の一院なり、住職は年令既に六十有余一夜泣いて告て云へらく「この年にして廃寺還俗の災に罹る向後の生活を如何にせん」予 諭して云う　「此　激変に遭遇し実に如何ともし難し然れども暫く時機を待たれよ、回復の時も遠からざらん、幸いに道心堅固にして仏天の護衛を期待し給へ」と果然として其の後十有余年を経　他より移転したるものとして、長楽寺と云う寺号を公称するの許可を得　遂に僧侶の本分を全うせりと云う(中略)、
予 次の日に長増寺を出て中之方に至れば後より呼ぶ者あり　曰く「御出家何処に行き給うや暫く待たれよ」予 此語を聞き意に謂らく 「此程一両日の間苗木領を通行するに福岡、毛呂窪の諸村落何れも廃仏の狂態にて予を罵するのみなりしに 今此の中之方にのみ此の如き丁寧なる語を聞くは 甚だ奇怪なり」と、因って回顧すれば一人の老婆なり、
予いう「是より京都へ行かんとす」と婆子云わく「暫く御休みなされて茶の一杯なりと喫し給へ」と 予其好意を謝し婆子に従って路傍の一茶店に入り暫く休憩して茶を喫す、婆子泣いて「御出家何れの人なりや」と問う、予は「付知村の者なり」という 
婆子云わく「此の苗木領にては庄屋よりの達しに仏壇を破壊して捨てよ 仏像仏具を焼き捨てよとのことなり、吾等は真宗の門徒也、此の際如来様の真影なりとも大切に致したし故に御出家を呼び止めて御相談を願うなり、幸いに教示せよ」と 
予云う「婆公 誠に能く如来様を大事にせんとならば之を衣服の央に納めて朝夕に念じ、口に称名して信心堅固に時の到れるを待たれよ。必ず狼狽して迷い給うなよ」
婆子の云わく「京都は如何に」「京都には少しも廃仏の災いなし」「然れば苗木領のみ廃仏を致すは何故なるや」予曰く「苗木には青山稲吉景通と云う国学者あり、今現に神祇官に出仕し其子 作太郎直通なる者 苗木藩の大参事となる、廃仏は彼等父子所業ならん然し永く続く者にはあらず一両年を過ぎなば従来の如くならん、婆公それ心配せず念仏称名して極楽往生願うべし」と婆公 大いに安心せし者の如し
予は厚く謝して道を急ぎ　久田見村に入れば路傍の石像は現に香華を受け観音は莞爾として慈悲を垂れ衆生を化す、此の地は尾州領にして更に廃仏の達しなし云々

## 関連リンク
- 東白川村の廃仏毀釈